# نبرد هرات (۱۵۹۸)
جنگ شاه عباس یکم با ازبک‌ها (شیبانیان) یا جنگ هرات برای سومین بار در ۹ اوت ۱۵۹۸ میلادی مصادف با ۱۵ محرم ۱۰۰۷ هجری قمری اتفاق افتاد. در ابتدا سپاهیان فرهادخان قرامانلو در رباط پریان نزدیک هرات لشکر ازبک را شکست دادند اما به دلیل رعایت نکردن برخی اصول جنگ از قسمتی دیگر از سپاه از ازبک‌ها شکست خوردند و گریختند. تلاش‌های فرهادخان برای شکست مجدد ازبک‌ها بی‌نتیجه بود. شاه عباس که بعداً به هرات رسید؛ با نفرات کم قلعه هرات را از ازبک‌ها پس گرفت و فرهادخان را بعدا با وجود رشادت‌های زیاد و به بهانه پشت کردن به دشمن کشت. پس از این پیروزی اشغال ۱۰ ساله هرات به پایان رسید. پس از این پیروزی شاه عباس پایتخت را از قزوین به اصفهان منتقل کرد.
شاه عباس با دیدن استحکام دیوارهای قلعه هرات متوجه شد که محاصره قلعه می‌تواند برای مدت بسیار طولانی ادامه یابد؛ بنابراین، او توانست با استفاده از تاکتیک‌های عقب‌نشینی ظاهری و غیر واقعی، ارتش ازبکستان را مجبور به ترک قلعه کند. ارتش ازبک که قلعه را ترک کرد توسط ارتش صفوی محاصره شد و شکست خورد. دین محمد خان، فرمانده ازبک، در این جنگ مجروح شد و در راه بازگشت توسط جنگجویان خود کشته شد.
با پایان موفقیت‌آمیز این لشکرکشی، امپراتوری صفوی نه تنها خراسان را پس گرفت، بلکه ضربه‌ای به رقیب اصلی خود (ازبک‌ها) در شرق وارد کرد و امنیت مرزهای شرقی را تضمین کرد. بدین ترتیب ارتش شیبانیان (ازبک‌ها) در نبرد ۱۵۹۸ چنان ضربه سنگینی خورد که نتوانستند تا مدت‌ها نیروهای خود را بازیابی کند و بیاراید و تا سال‌ها وارد مبارزه آشکار با امپراتوری صفوی نشد. شاه عباس تنها پس از اطمینان از امنیت مرزهای شرقی که به آن اهمیت زیادی می‌داد، بر موضوع جنگ با امپراتوری عثمانی تمرکز کرد و جنگ با ترکان عثمانی را در سال ۱۶۰۳ میلادی آغاز کرد. در نتیجه این جنگ، پیروزی‌های بزرگی برای شاه عباس یکم علیه عثمانی به دست آمد.